# 黑克勒&科赫

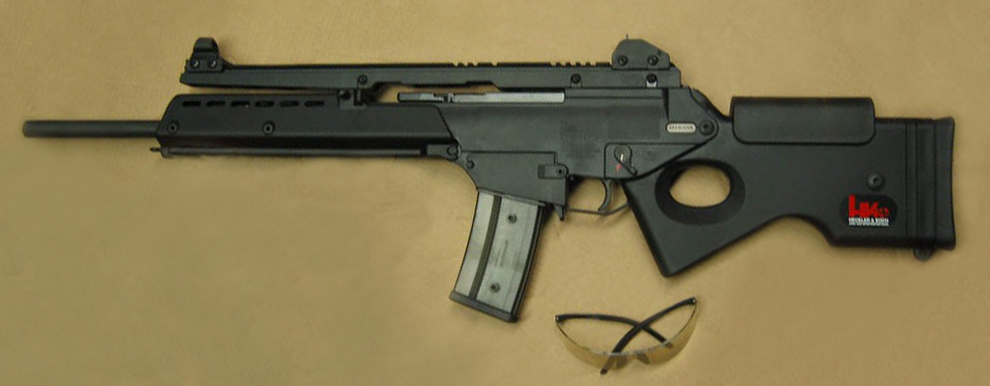
HK SL8

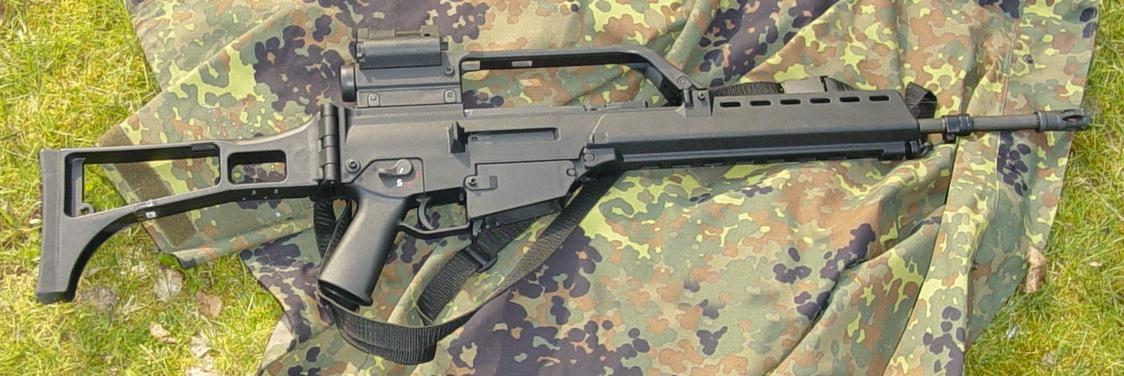
HK G36多個國家及地區的軍隊及警察亦有裝備

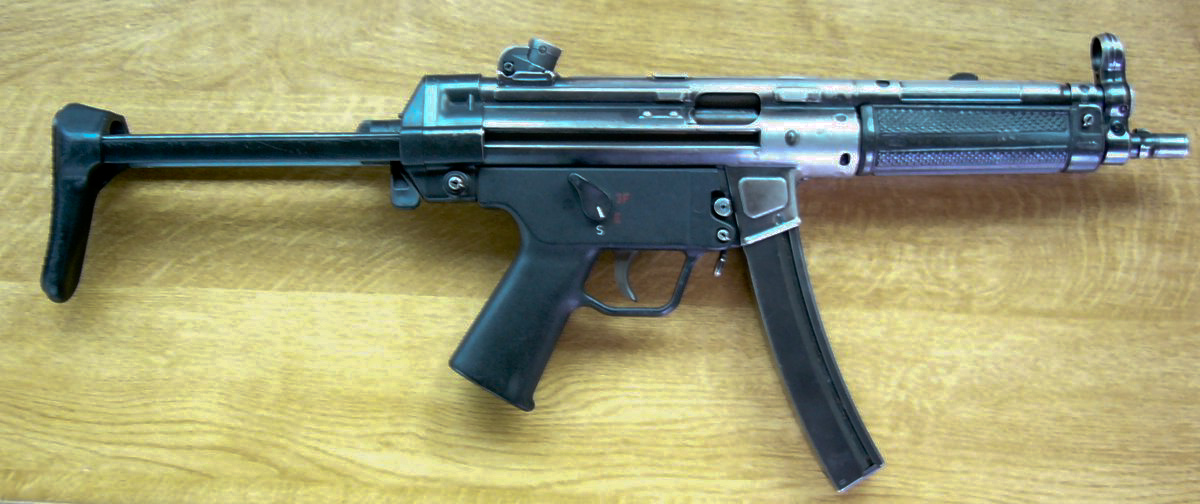
MP5A3系列獲多國特警隊採用

黑克勒&科赫（Heckler & Koch，縮寫：H&K、HK）是一家德國槍械製造公司，位於巴登-符騰堡邦的内卡河畔奥伯恩多夫，但在美國也有分部。他們的口號是：「在這個妥協的世界，我們不妥協。」（英文：No Compromise!）。以諸多類型的手持武器著稱，尤其是MP5系列衝鋒槍、HK USP手槍、HK PSG1狙擊步槍、HK416突擊步槍，以及G3和G36突擊步槍等。

## 產品及市場
H&K對於手持武器有許多創舉，例如使用聚合物（Polymer）的材料。不過並不是他們的所有創意都成為了市場上具經濟價值的產品（因為費用昂貴，他們放棄先進的HK G11無殼彈突擊步槍設計）。H&K有相當多種類的手持武器的產品，包括手槍、步槍、以及機槍，在他們許多產品中，H&K常常使用了相同的作用系統－氣體反衝式（blowback）、短後座行程、滾輪延遲反衝式（roller-delayed blowback）、氣體延遲反衝式（gas-delayed blowback）和氣體作用式。
H&K由艾德蒙·黑克勒（Edmund Heckler）、西奧多·科赫和艾利克斯·賽德爾在1949年這些毛瑟公司的剩餘人物組成，並且在1950年正式註冊成為公司。公司草創初期，他們生產的是裁縫機和其他的機械，不過在1956年，他們替德意志聯邦共和國的德國聯邦國防軍以西班牙的CETME基礎上設計了HK G3自動步槍。在1991年，H&K被英國航太和英國皇家兵工廠（Royal Ordnance，現附屬於BAE）買下，然後又在2002年被賣給德國一家財團。
H&K曾替美國陸軍承辦一個武器計劃，合約的內容是替理想單兵戰鬥武器（OICW）製造步槍部份。XM29 OICW能夠發射5.56毫米北約彈以及20毫米的榴彈。其中步槍部份被稱作XM8，但因為出現問題，現在此計劃已經被美國軍方取消。

## 出口管制
H&K出品的武器曾被指控用於鎮壓示威及在內戰殺害平民，令公司備受評擊，為改善形象，H&K於2017年初表示不會再將武器輸出到不民主及腐敗的地區或國家（原文為 "no longer supply undemocratic, corrupt countries"）。該公司在2019年6月證實不再向香港警方供應槍械時提到，其道德標準是不向任何正發生衝突或參與衝突的國家輸出槍械。

## 產品列表
參看：黑克勒-科赫武器列表

## 外部連結
- （英文）—H&K官方網站（页面存档备份，存于）
- （英文）—H&K USA官方網站（页面存档备份，存于）
- （英文）—HK PRO資訊豐富的H&K迷網站（页面存档备份，存于）
- （英文）—Remtek－H&K手持武器
- （英文）—H&K目前生產的手槍照片與資料（页面存档备份，存于）